# بیجو هیلز، داکوتای جنوبی
بیجو هیلز (به انگلیسی: Bijou Hills) یک منطقهٔ مسکونی در ایالات متحده آمریکا است که در شهرستان برولی، داکوتای جنوبی واقع شده‌است. بیجو هیلز ۱۳٫۶ کیلومتر مربع مساحت و ۶ نفر جمعیت دارد و ۵۳۹٫۵ متر بالاتر از سطح دریا واقع شده‌است.